# 우드사이드 에너지
우드사이드 에너지 그룹(영어: Woodside Energy Group Ltd)은 오스트레일리아의 석유 탐사 및 생산 기업이다. 우드사이드는 오스트레일리아 내에서 여러 석유 및 액화천연가스 생산 시설들을 운영하고 있는 오스트레일리아 최대의 단일 석유 및 가스 회사로 오스트레일리아 증권 거래소에 상장된 공개 회사이며 웨스턴오스트레일리아주 퍼스에 본사가 위치해 있다. 2020년 포브스 글로벌 2000 에서 우드사이드는 세계에서 1,328번째로 큰 상장 기업으로 선정되었다.

## 역사
우드사이드는 1954년 7월 26일에 설립되었며, 빅토리아주에 위치한 마을인 우드사이드로부터 이름을 따와 지어졌다. 오스트레일리아 최초의 유전이 발견된 깁슬랜드에서 여러 소규모 탐사 회사들에게 회계 업무를 제공하던 회계사 리스 위더스가 창립했으며, 회사는 처음에는 초기 성공이 부족하여 자금 조달에 어려움을 겪었다. 1956년 주식 중개인 제프 도널드슨이 우드사이드의 회장으로 취임했으며, 초기 회사를 유지하는 데 중요한 역할을 했다.
우드사이드는 처음에는 빅토리아주의 깁슬랜드 유전에 탐사 활동을 집중했으나, 1962년  수석 지질학자로 니콜라스 부타코프를 영입힌 후 사업 영역을 웨스턴오스트레일리아로 전환했다. 그는 노스웨스트 대륙붕에 석유가 매장되어 있다는 가설을 정확하게 세웠고, 1962년 우드사이드는 넓은 연안 지역에 대한 탐사 허가를 신청했다. 이후 우드사이드는 쉘 및 버마 오일과 함께 오스트레일리아 최대 자원 개발 사업인 노스웨스트 쉘프 벤처를 설립했으며, 이후 버마오일을 대신해 BHP가 들어왔으며, 쉘과 함께 1985년 우드사이드의 지분을 각각 40%씩 얻었다. BHP는 1990년 7월 지분을 10%로 줄였으며, 1994년 10월 BHP는 남은 주식을 매각했고 쉘은 34%까지 매각했다. 1995년 우드사이드는 본사를 멜버른에서 퍼스로 이전했다.
2001년 쉘은 당시 아직 소유하지 않은 회사의 나머지 지분을 매입하려 시도했으나,  오스트레일리아 재무 장관 피터 코스텔로는 국익을 이유로 인수 시도를 차단하였다. 2010년 11월 쉘은 34% 지분을 24%로 줄였으며, 2017년 11월 쉘은 남은 주식을 모두 매각했다.
2021년 8월 우드사이드는 BHP의 석유 및 가스 사업을 우드사이드와 합병하기로 BHP와 계약을 체결했다. 이는 규제 당국 및 주주 승인을 받아야 하며 환경보호론자들은 '우드사이드 주주들과 기후에 대한 재앙적인 결과'라고 밝혔다.
2022년 5월, BHP 석유 및 가스 자산과의 합병은 우드사이드 주주의 약 98% 찬성에 의해 승인되었다. 2022년 6월 현재 합병이 완료되어 합병 법인은 뉴욕증권거래소와 런던증권거래소에 상장되었다.

## 사업개요
우드사이드는 오스트레일리아와 캐나다, 미국, 세네갈, 한국, 뉴질랜드, 미얀마, 카메룬, 가봉, 모로코 및 아일랜드를 포함한 여러 국제 지역에서 탐사, 개발 및 운영 활동을 하고 있으며, 오스트레일리아 내에서 다수의 액화천연가스 프로젝트를 운영하거나 개발하고 있다. 우드사이드는 또한 오스트레일리아 서부 엑스머스 앞바다에서 엔필드, 빈센트 및 피레네 유전을 운영하고 있다.

### 스카버러 프로젝트
스카버러(영어: Scarborough)는  필바라 해안에서 375 km (233 mi) 떨어져 있는 가스전이다. 이 프로젝트에는 부유식 생산 시설, 13개 유정 시추 플랫폼,  확장될 예정인 카라타 근처 육상 LNG 처리 시설 플루토로 가스를 수송하는 430 km (270 mi) 길이 파이프라인이 포함된다. 생산은 2026년에 시작될 것으로 예상된다. 이 프로젝트는 환경당국 승인을 받았다.

### 오스트레일리아 유전
우드사이드는 Ngujima-Yin FPSO, Pyrenees FPSO 및 Okha FPSO를 포함하여 서오스트레일리아 연안의 여러 석유 개발 시설을 소유하고 운영하고 있다.

### 버럽 허브
우드사이드 에너지 그룹은 또한 현재 오스트레일리아에서 제안된 최대 규모의 화석 연료 프로젝트인 버럽 허브(영어: Burrup Hub)를 보유하고 있다. 이 프로젝트에는 미개발 가스전 6개를 추출하고 서오스트레일리아 해안에서 84개 유정을 시추하는 작업이 포함되어 있다.